# Challenge de France féminin 2006/07
Der Wettbewerb um den Challenge de France féminin in der Saison 2006/07 war die sechste Ausspielung des französischen Fußballpokals für Frauenmannschaften. Die Teilnahme war nur für die Frauschaften der ersten und zweiten Liga verpflichtend.
Titelverteidiger war der HSC Montpellier, der sich auch in diesem Jahr durchsetzte und den Pokal in seinem zweiten Endspiel zum zweiten Mal gewann. Die unterlegenen Finalistinnen von Olympique Lyon standen zum dritten Mal in Folge im Finale und unterlagen dabei zum dritten Mal erst nach einem Strafstoßschießen.
Der Wettbewerb wurde nach dem klassischen Pokalmodus ausgetragen; das heißt insbesondere, dass die jeweiligen Spielpaarungen ohne Setzlisten oder eine leistungsmäßige bzw. regionale Vorsortierung der Vereine aus sämtlichen noch im Wettbewerb befindlichen Klubs ausgelost wurden und lediglich ein Spiel ausgetragen wurde, an dessen Ende ein Sieger feststehen musste (und sei es durch ein Elfmeterschießen – eine Verlängerung bei unentschiedenem Stand nach 90 Minuten war nicht vorgesehen), der sich dann für die nächste Runde qualifizierte, während der Verlierer ausschied. Auch das Heimrecht wurde für jede Begegnung durch das Los ermittelt – mit Ausnahme des Finales, das auf neutralem Platz an jährlich wechselnden Orten stattfand –, jedoch mit der Einschränkung, dass Klubs, die gegen eine mindestens zwei Ligastufen höher spielende Elf anzutreten haben, automatisch Heimrecht bekamen.
Nach Abschluss der von den regionalen Untergliederungen des Landesverbands FFF organisierten Qualifikationsrunden griffen im Sechzehntelfinale auch elf der zwölf Erstligisten in den Wettbewerb ein – die einzige Ausnahme war der CNFE Clairefontaine, dem die FFF mit einer Ausnahmegenehmigung die Teilnahme an der Landesmeisterschaft, nicht jedoch diejenige am Pokalwettbewerb erlaubte. Hintergrund für diese ambivalente Haltung war auch der Druck seitens etlicher zweitklassiger Klubs, denen dieses Team ohnedies bereits einen Platz im Ligabetrieb blockierte.

## Sechzehntelfinale
Spiele am 18. Februar 2007. Die Vereine der beiden höchsten Ligen sind mit D1 bzw. D2 gekennzeichnet.
| - HSC Montpellier(D1) – ASJ Soyaux (D1) 5:0 - Celtic Marseille (D2) – Toulouse FC (D1) 0:2 - FA Laval – Stade Saint-Brieuc (D1) 2:4 - AS Saint-Quentin – AC Évreux (D2) 0:1 - AS Muret – FCF Monteux (D2) 1:0 - CPBB Rennes (D2) – US Orléans 4:0 - AS Algrange – Arras FA 3:0 - ES Arpajon – ASPTT Albi 1:1 (4:2 i. E.) | - USCCO Compiègne (D1) – Paris Saint-Germain (D1) 4:1 - FCF Hénin-Beaumont (D1) – Blanc-Mesnil SF (D2) 3:2 - Juvisy FCF (D1) – FCF Nord Allier Yzeure (D2) 4:0 - FCF Condé-sur-Noireau (D1) – FC Tours (D2) 3:3 (4:5 i. E.) - Racing Flacé-lès-Mâcon – Olympique Lyon (D1) 1:8 - ASF Les Verchers (D2) – ESOF La Roche (D1) 0:0 (5:4 i. E.) - ASC Saint-Apollinaire – Racing Saint-Étienne (D2) 0:4 - Racing Besançon – Limoges Landouge Football (D2) 1:0 |

## Achtelfinale
Spiele am 17. und 18. März 2007
| - ES Arpajon – HSC Montpellier(D1) 0:5 - AS Muret – Olympique Lyon (D1) 0:5 - AS Algrange – CPBB Rennes (D2) 2:1 - FC Tours (D2) – Racing Besançon 6:1 | - Stade Saint-Brieuc (D1) – Juvisy FCF (D1) 1:0 - FCF Hénin-Beaumont (D1) – ASF Les Verchers (D2) 1:0 - AC Évreux (D2) – USCCO Compiègne (D1) 2:3 - Racing Saint-Étienne (D2) – Toulouse FC (D1) 2:0 |

## Viertelfinale
Spiele am 21. und 22. April 2007
| - USCCO Compiègne (D1) – Olympique Lyon (D1) 1:4 - AS Algrange – HSC Montpellier (D1) 0:3 | - Stade Saint-Brieuc (D1) – FCF Hénin-Beaumont (D1) 3:2 - FC Tours (D2) – Racing Saint-Étienne (D2) 0:0 (5:4 i. E.) |

## Halbfinale
Spiele am 1. Mai 2007
| - Olympique Lyon (D1) – FC Tours (D2) 9:0 | - HSC Montpellier(D1) – Stade Saint-Brieuc (D1) 3:0 |

## Finale
Spiel am 12. Mai 2007 im Stade Auguste-Delaune von Saint-Denis vor 1.200 Zuschauern
- HSC Montpellier – Olympique Lyon 3:3 (2:0), 3:0 im Elfmeterschießen

### Aufstellungen
Montpellier: Céline Deville – Audrey Lacaze, Laura Agard, Sabrina Viguier, Julie Soyer – Agathe Calvié , Louisa Nécib, Élodie Ramos, Nora Hamou Maamar (Élodie Lizzano, 38./Camille Lacoste, 86.) – Élodie Thomis, Virginie Faisandier
Trainer: Patrice Lair
Lyon: Aurore Pegaz – Sandrine Dusang, Delphine Blanc, Laure Lepailleur, Océane Cairaty – Alix Faye-Chellali (Sandrine Brétigny, 46.), Simone , Hoda Lattaf, Sonia Bompastor – Camille Abily, Shirley Cruz Traña (Aurélie Kaci, 81.)
Trainer: Farid Benstiti
Schiedsrichterin: Marylin Rémy

### Tore
1:0 Thomis (21.)

2:0 Ramos (27.)

2:1 Dusang (65.)

3:1 Thomis (79.)

3:2 Lattaf (80.)

3:3 Abily (88.)

### Besondere Vorkommnisse
Die Zuschauer sahen ein vor allem in der zweiten Halbzeit dramatisch verlaufendes Endspiel, in dem Montpellier sich kurz vor dem Schlusspfiff einen sicher erscheinenden Zwei-Tore-Vorsprung noch nehmen ließ. Das anschließende Elfmeterschießen zur Spielentscheidung war dann allerdings bereits nach sechs Schüssen beendet, weil die ersten drei Schützinnen des HSC Montpellier (Ramos, Nécib und Faisandier) ihren Strafstoß jeweils verwandelten, während auf Seiten Lyons Lepailleur, Abily und Bompastor scheiterten.